# Jumma Genaro
Juma Genaro Awad (sinh ngày 28 tháng 2 năm 1988) là một cầu thủ bóng đá người Nam Sudan thi đấu ở vị trí thủ môn.
Anh có màn ra mắt với Uganda ngày 10 tháng 7 năm 2012.

## Thành tích
Cùng với: Al-Ahly Shendi
- Shendi League

Vô địch: (2) 2008, 2009
Cùng với: Al-Hilal Club
- Giải bóng đá ngoại hạng Sudan

Vô địch: (5) 2010, 2012, 2014, 2016, 2017
- Cúp bóng đá Sudan

Vô địch: (2) 2011, 2016